# 杀手 (1986年游戏)
黑手党（俄語：Мафия）又稱殺手游戏、殺人游戏，是一种多人游戏，由苏联心理學家迪米特里·達維多夫（Дмитрий Давыдов）於1986年發明，殺手游戏拥有多种角色，规则也有多种模式。參與人数最少為6人。2010年台灣電視節目衍生出《天黑請閉眼》。

## 历史起源
殺手游戏是在1986年春天由蘇聯莫斯科大学心理學系的迪米特里·大衛杜夫（Dmitry Davidoff）发明的。一开始的玩家在莫斯科大学的教室、寝室等处遊玩此游戏。在1990年代初期，该游戏开始在俄罗斯其他学校流行起来，并跨过国界，传播到了欧洲各國（匈牙利、波兰、英国、挪威等），随后传到了美国，如今该游戏已经遍及世界各地。它被认为是自1800年以来五十种最具历史和文化意义的游戏之一。1997年，Andrew Plotkin改进了该游戏的规则。
2006年3月，欧内斯特·费多罗夫（Ernest Fedorov）在基辅开办了黑手党俱乐部，使用他自己的专利变体规则。俱乐部定期组织比赛。
最知名的衍生作品為米勒山谷狼人（一般簡稱為“狼人遊戲”或中港台地區流行的“狼人杀”）。安德鲁·普洛特金（Andrew Plotkin）在1997年给出了一个狼人主题的规则，认为黑手党不是那么大的文化参考，并且狼人概念符合白天隐藏敌人的想法。

## 基本玩法
遊戲會有1到2名法官（即主持人）主持整個遊戲。在遊戲中，玩家們會分别扮演杀手（或稱黑手党、狼人）和平民，且要求平民数量至少在杀手数量的两倍以上。游戏开始時，平民并不知道任何信息，而杀手則會互相认识。游戏在“黑夜”和“白天”交替进行。白天所有玩家都可以进行讨论，討論並猜測出在場可能是杀手的玩家，隨後通过投票表决来进行“舆论处决”一人。處於黑夜時，杀手則會暗杀一人。所有死去玩家都需要被亮明身份。如果杀手数量超过平民，则杀手获胜。如果杀手全部都在白天被處決，則平民獲勝。
红黑牌也属于杀人游戏的一种：玩家中分为红牌和黑牌，两种身份牌数量相同，游戏开始后玩家确认身份信息，法官组织红牌睁眼，不同身份的玩家均可睁眼确认队友；法官组织黑牌睁眼，未睁眼的玩家睁眼确认队友，当然你也可以不睁眼，所有玩家只能睁一次眼，法官抽签确认发言顺序，通过两轮发言，从各种逻辑寻找真正的队友，法官组织闭眼投票，每个玩家均有一次投票机会，得票最多的玩家出局，留遗言，直到只剩下某一种颜色的玩家。

## 規則
遊戲開始前，取一副撲克牌（也可以自己做紙條或抽籤），決定每張牌的角色。上列除了殺手與平民外，其他角色皆由所有玩家決定是否要將其加入遊戲中。由所有玩家一人抽取一張牌，隨即由主持人開始喊話。
在有特殊能力角色死亡後，可跳過特殊玩家的身分繼續進行遊戲。
被殺死的平民可懷疑其中一位玩家為殺手，被懷疑的玩家也可懷疑一到兩名的玩家，並經由所有玩家投票表決是否死亡。死亡者將被強迫退出遊戲。
死亡的玩家將從遊戲中剔除，並可觀看遊戲。
在遊戲人數剩餘三人（包含殺手或教父）时，以剩餘玩家握手來表示相信某名玩家非殺手（或黑幫老大）。如平民與平民握手代表殺手輸了；如平民與殺手握手代表殺手勝利（如殺手和黑幫老大兩名還在場時，則為最後五名玩家相互來握手）。
殺手人數為兩人以上時，須共同決定被殺害之對象。

## 新增角色介紹
经过多年的发展，该游戏增加了很多新的角色和规则以增加其娱乐性和复杂性，并更真实的模拟社会生活。在平民、法官、杀手以外又增加了以下角色：

### 好人陣營
- 警察（或偵探）：每回合可以詢問主持人知道其中一名玩家的身分。這是最常加入的角色。
- 神明（或天使）：可在殺手出動時偷偷在天上偷看，確認殺手身分，除了被女巫下毒會死以外，其它方式都不會死，若被平民投票出局，翻牌則免死，但翻牌後不可參加投票，且有一次機會可以犧牲自己解救被殺害的人。
- 臥底（或間諜）：知道某個固定的殺手的身份，但屬於好人。
- 通信員：該角色可以在晚上偷聽殺手的對話。属于好人。
- 醫生：該角色可以在每次天黑壞人殺人之後選擇一人（可指定自己）搶救，如果正好選中了被殺者則此人可以復活。
- 護士：護士通過打「預防針」來救人。黑夜的時候，在殺手暗殺之前，護士可以選擇給某個角色打「預防針」，則此角色在當夜不會被暗殺死。但是如果護士在後面的夜裡選擇給同一玩家第二次打預防針，但是該玩家又沒有被暗殺的話，其也會因為藥物副作用死去（即可能在一夜死去兩人）。
- 法醫：第一夜後可使用特殊能力，但只能用一次，可以知道被殺的人的身分，以及殺手的某一員。
- 記者：一次遊戲只能知道其中一名玩家的身分（遊戲中只能使用一次能力，想用能力時需舉手告知主持人）。
- 妓女（或男妓）：該角色在遊戲中有一次機會可以選擇和另外一個玩家「睡覺」，互相得知對方身份（可以理解為一次性的警察身份）。
- 媒人（或愛神）：每回合可指定兩人（包含自己），在其中一人被殺手殺死之後（或者被投票表決需死亡者），另一人將會跟著死亡。
- 靈媒（或乩童、神棍）：投票表決時有較多票數，一人有三票或以上。
- 屁孩：跟平民沒有兩樣，但在白天被公決時會耍賴，所以不會死（只有被公決時），身分也會公開，但復活後不會算在人頭數也不能參於投票，且第二次被公決時也會死。
- 忍者：有兩種能力，一為隠身（這天不能被殺），二為忍術（在日落前選擇一個人不能行動，即不能使用自己的能力）。不能連續使用一種能力，但可無限次使用能力。
- 防暴警察：每晚可選一名目標投擲煙霧彈，被丟到的目標在當天晚上無法進行任何行動，而且也不會成為其他玩家的目標（警察不能查，殺手不能殺等等），被丟中兩次則目標直接窒息死亡。
- 特工（或保鏢）：夜晚時向一個目標進行保護，為保護目標扺擋暗殺（如果保護目標在夜晚被殺，會射向特工）。
- 土匪（或強盜）：整場遊戲一次，夜晚可指定一人，如為殺手殺手死亡。
- 牛仔：每天晚上可以選擇一名目標進行攻擊，攻擊時會有擊中、落空、Bonus三種狀態，三種狀態中隨機抽出一種結果，抽中擊中即會於晚上結束時射殺目標，抽中落空則不會有任何行動，抽中Bonus則可以再選其他目標進行攻擊，重複抽獎動作，連續抽到兩次Bonus，選第三個目標攻擊時Bonus便會變成小丑，抽中小丑的話手槍便會走火，牛仔當場自爆死掉。
- 天煞：每晚可選一名目標進行保護，目標所受的所有攻擊都會被吸收，但是成功吸收攻擊後需擊殺一名目標以釋放攻擊能量，釋放前無法吸收攻擊。
- 除靈師：每晚可選一名目標進行淨化，被淨化的目標在當天晚上無法進行任何行動，而且也不會成為其他玩家的目標（警察不能查，殺手不能殺等等）。如果選到死靈，也能將死靈累積的靈魂數全數歸零。
- 活佛（或救世主）：自己被殺時，可以指定任何一人復活。
- 女巫（或巫師）：每次遊戲可進行一次殺人和一次救人。
- 魔法師：魔法師一開始為其中的一位平民，每天晚上可以指定與一位玩家交換角色一天，被選者會獲通知，由魔法師代替使用技能。一旦選到壞人，立即失去能力。
- 超人：只適合20人以上使用，狼人階段可以偷看，被狼人指中，將以公字抉生死，被處決死時有一次不死機會。睡覺時舉手可要求殺人或救人，整場遊戲只可用一次。
- 驅魔人：每晚可選一名目標進行攻擊，若擊中壞人，則可繼續攻擊，最多可攻擊3次，但若是擊中好人或平民，則往後最大攻擊次數會少1次。
- 雪女（或雪妖）：每回合夜晚可凍結一人，則白天不能參與投票，並且知道他的身分。
- 雪男（或小雪妖）：當雪女死掉，將成為他的接班人（知道雪女是誰，雪女睜眼時，雪男也要睜眼）。
- 吸血鬼：該角色在遊戲開始的時候和普通平民無異，但是其如果在黑夜被壞人選中殺害的話，不會死去，但會自動變成壞人的一員（相當於被殺害前向壞人求饒，加入了壞人），成為「復活吸血鬼」。
- 神父（或牧師）：和普通平民無異，當吸血鬼復活時，可知道吸血鬼的身份。
- 聖徒：該角色在遊戲開始的時候和普通平民無異，但是在吸血鬼變成真正的壞人的時候，他也會成為「復活聖徒」，在黑夜無論如何也殺不死。
- 皇帝（或市長）：在被殺死之後，可不經由表決，決定一個人的死亡。
- 嬪妃：第一晚擁有「選秀」的特殊能力，若當晚被任一角色選中，則立刻成為其同伴，第二晚若還是嬪妃，則可以發動「同化」，被嬪妃選到的一人，立刻成為宮女（或「妾」）。宮女只能在嬪妃身分結束後才能激活為嬪妃。皇帝死亡時，嬪妃也必須死亡。
- 皇后：第一晚可以知道嬪妃是誰，若被嬪妃同化，同化無效，嬪妃當場自爆。皇帝死亡時，皇后也必須死亡。

### 壞人陣營
- 教父（或老大、高級殺手）：殺手特殊版；當警察（或偵探）詢問玩家底細時，主持人需表明此人為平民。
- 殺手愛人：該角色一開始就知道某個固定的殺手的身份，屬於壞人，殺手死時會一起殉情。責任是保護殺手，在日間討論時誤導其他人，使其他人不知道誰是真正的殺手。
- 內奸：知道某個固定的警察的身份。
- 告密者：該角色可以在晚上偷聽警察的對話。
- 陷害者（或迷惑師）：啟用後將取代一位殺手，每回合陷害者可使用能力指定陷害一人，如果被陷害的人在夜晚被警察指認，則會顯示為殺手。當天晚上警察若指認對象是邪惡方則顯示為不是殺手。
- 狙擊手：整埸遊戲一次，夜晚可殺死一人，但不知道殺手的身份，威力非常的強大，就算有醫生的治療也沒用。在另一種規則中，狙擊手屬於好人，且只能行使一次權力，在行使之前不會被殺死（但仍可被公投出局）。
- 恐怖分子：整場遊戲一次，夜晚時向一個目標進行自殺式攻擊，威力非常的強大，就算有醫生的治療和特工的保護也沒用。如果目標是殺手，會引爆失敗，當場死亡。身分無法被查出。
- 綁匪：每天晚上可選擇一名目標，於第二天的晚上來臨時將目標綁架，被綁架的目標在當天晚上無法進行任何行動，如警察查獲綁匪身分，該晚綁匪會對綁架的目標進行撕票。
- 藤魔：每晚可選一名目標丟種子（只能用一次），種子如果在目標體內發芽，目標會當場死亡，讓種子發芽有兩種方式，第一種為讓目標也成為其他好人的目標（例如被警察查或被醫生打針）則目標會跟該好人一同死亡（若是成為其他壞人的目標則種子不會發芽），第二種為自己受到攻擊時，則目標會代替自己死亡，若種子沒發芽則天亮時就會回收。
- 夢魔：每晚可選一名目標進行攻擊，若目標是平民，則目標直接死亡，若不是則攻擊會失效，但可知道目標身分。
- 死靈：每當場上有1名玩家死亡（不包含被自己殺害），就會累積1條靈魂，累積2條靈魂以上就能擊殺一名目標，累積越多威力越大，最多可累積4條靈魂，攻擊後靈魂數歸零。
- 火焰法師：每晚可以指定一人，則被燒死。若是和雪女（或激活的小雪妖）指定同一目標，則沒事情。若是指定到雪女（或激活的小雪妖）則同歸於盡。

### 第三方陣營
- 演員：可以選擇自己屬於好人還是屬於壞人，能力是在日落前選擇一個身份偽裝，在日出前仍可選擇（無論怎樣死，皆可指定兩人公開其身份）。
- 叛徒：可隨機轉角色一次。
- 小丑：遊戲目標是在白天被投票出局。只要小丑的目標完成，不論最後誰贏，都可和勝利那一方一起獲勝。
- 縱火狂魔：有兩種能力，一為丟汽油（可選一名目標淋上汽油），二為點火（所有淋上汽油的玩家會一口氣全部被燒死）。不能連續使用一種能力，但可無限次使用能力。勝利條件為所有其他玩家死亡。
- 喪屍：無法知道其他喪屍的身份，每晚必須選擇一名目標啃咬，被咬到的玩家下一晚就會變成喪屍，若是同一晚被兩隻喪屍咬到，則目標該晚直接變喪屍，同一晚被三隻以上的喪屍咬到，則目標直接死亡，若是咬到其他喪屍，則自己會中毒死亡。被咬的喪屍維持原來勝利條件但失去技能。勝利條件為存活玩家中超過一半的人是喪屍（只有原來丧尸獲勝）。
- 白色恐怖製造者（刑求者）：可以在每天黑夜時指定兩個人，並由主持人拿物品敲打受難者的頭。由於在黑夜被指定的人不能睜眼，所以也只會莫名其妙的挨打。如果白色恐怖製造者指定了所有玩家各一次，則單獨獲勝。在遊戲中沒有甚麼意義，純粹是為了增加趣味而發明的新角色。

除了上列玩家，其他皆為一般玩家（平民、好人）。

## 游戏操作
以复杂模式为例（包含除了杀手愛人以外的所有角色），下面描述一次游戏的过程。

### 日出（初始化）阶段
1. 法官说：「天黑了，所有人请闭眼。」
2. 所有玩家闭上眼睛，尽量保持安静。法官说：「魔法師请睁眼。」
3. 魔法師指示一人，並且跟那人換牌（由法官執行換牌動作）。
4. 法官说：「魔法師请闭眼，殺手請睜眼。」
5. 杀手玩家互相熟悉一下，黑帮老大应作出姿势向同伴示意自己的身份，此刻杀手们可以指出第一个要杀的人。
6. 法官说：「杀手闭眼，女巫睁眼。」
7. 法官問女巫是否使用能力，是點頭，不是搖頭。
8. 法官說：「女巫閉眼，警察睜眼。」
9. 警察可以指出一人向法官确认身份，法官点头表示该人为杀手，摇头表示该人为平民（如果被指的是黑帮老大，法官应表示其为好人）。如果有多名警察，则重复此步骤。
10. 法官说：「警察闭眼，请醫生睁眼，选择要抢救的人。」
11. 护士（醫生）通过姿势指出要抢救的人，由法官确认。
12. 法官说：「醫生闭眼，请所有人睁眼。」
13. 如果沒有人死亡，法官說：「昨晚是平安夜。」
14. 如果有人死亡，法官则宣布：「某某被暗杀了。」并公开其正确身份。此人直到游戏结束不能再说任何话。
15. 如果有法醫的話，不可公開被暗殺的人的身分。

### 白天阶段
1. 所有玩家进行讨论，挖掘现象，寻找杀手。可以采用轮流发言的形式；
2. 在白天市长可以在任何时刻表明自己的身份强行杀死一人，之后游戏继续进行，不进入黑夜。
3. 如果有超过三名玩家怀疑某玩家为坏人，即可将此人加入表决候选。当没有更多人提出候选人的时候，开始表决。
4. 如果只有一名候选人，投票分为赞成、反对、弃权三种，如果赞成的人数超过反对的人数，此人即被杀死，应该公开身份。或者，如果时间充分，可以规定有半数以上赞成方可杀死。
5. 如果有超过一名候选人，投票同样分为赞成、反对、弃权三种，得票数多者被杀死（也可规定要超过半数）激活的圣徒也可以在表决中被杀死。
6. 被表决死的人好人可以留下遗言。之后即退出游戏。
7. 当一个人被表决死后。法官判断是否好人数量已经低于壞人，如果是则宣布游戏结束，坏人胜利。如果坏人已经全部被杀，则游戏也结束，宣布好人胜利。否则，游戏进入黑夜阶段。

### 黑夜阶段
1. 法官说：「天黑了，所有人请闭眼。」
2. 法官说：「杀手请睁眼，请暗杀一个人。」（此時神明或超人可偷偷睜眼，盡量不要被發現）
3. 杀手玩家用姿势和眼神商量暗杀对象，由法官确认。
4. 法官说：「杀手闭眼，歹徒睜眼，你想發動技能嗎？」
5. 歹徒比出殺害對象，由法官確認。
6. 法官說：「歹徒閉眼，警察睁眼，请指出你要调查的人。」
7. 警察可以指出一人向法官确认身份，法官点头表示该人为杀手，摇头表示该人为平民（如果被指的是黑帮老大，法官应表示其为好人）。如果有多名警察，则重复此步骤。
8. 法官说：「警察闭眼。」
9. 如果此时妓女玩家还活着，并还没有使用她的睡觉机会，法官说：「请妓女选择是否要睡觉。」
10. 如果妓女表示是，则由妓女指示一人，法官告知其身份。
11. 法官说：「妓女闭眼，被妓女睡的人睜眼。」
12. 法官向被妓女睡的人指出妓女。
13. 法官说：「被妓女睡的人閉眼，请护士/醫生睁眼，选择要抢救的人。」
14. 护士／醫生通过姿势指出要抢救的人，由法官确认。
15. 法官说：「所有人睁眼。」
16. 如果醫生/护士没有正好抢救到被暗杀的人，或者杀到的人不是复活的圣徒，法官则宣布：「某某被暗杀了。」并公开其正确身份。此人直到游戏结束不能再说任何话。反之，法官宣布：「这晚没有人被杀，是平安夜。」
17. 游戏进入白天阶段。

## 變化模式
- 黑暗社會模式：在此規則中警察可以在遊戲的一開始就知道所有殺手的身份。好人一方獲得這個好處的代價就是所有表決或者暗殺死亡的人均不透露身份。這種模式下壞人一方可以通過預先設計好的「內鬥」來自相殘殺最後讓某個同伴保持到最後，產生更多的局面變化。
- 眼神殺手遊戲：這種模式一樣有殺手、平民和警察三種角色，遊戲開始時，不需閉眼，大家必須不斷觀察所有人的眼神，當兩人目光接觸時，殺手可利用挑眉或眨眼的動作來殺死平民，但警察則不會被殺死。平民被殺死後必須自己承認，但不能暗示他人殺手是誰。最後當指定的人數被殺死後，由警察來猜出殺手是誰。
- 完全保密模式：不設法官，亦沒有白天和黑夜之分，只有玩家自己知道自己的身份，殺手以按身邊玩家的手的次數決定殺誰，被按手的玩家又再按下一人的手，每傳到一個玩家就減一下，已死亡的玩家則不需減少按手次數，直至只剩最後一下時就代表該玩家被殺，被殺者需翻開代表自己身份的撲克牌，任何玩家均可以隨時猜測誰是殺手，全部殺手被處決或死亡時即遊戲結束的時候。
- 无间道版杀人游戏：设法官一人，杀手两人，警察两人，暗杀一人，暗警一人，平民四人。杀手和暗杀是坏人一帮的，平民，警察和暗警是好人一帮的。在晚上法官叫警察睁眼时，警察和暗杀都同时睁眼。暗杀的权利与警察一模一样，区别是暗杀是隐藏在警察中的坏人（虽然暗杀没有杀手的权利）。同上，暗警与杀手的关系也是一样的。此种版本杀人游戏，平民死完了不算输，全部警察死完了才算输。
- 4人8牌式殺手遊戲：顧名思義，玩家只有4個人，一人兩張牌，如果有人是重複的（或一張殺手、一張警察的牌）就要重新洗牌。其他的玩法與一般的殺手遊戲一樣

## 衍生游戏
- 米勒山谷狼人（2001）
  - 狼人殺（2010）
- 杀人纸牌（2002）
- 奇樂Online（2012）
- Among Us（2018）
- Goose Goose Duck（2021）
- 染·鐘樓謎團（2022，又譯血染鐘樓）